# Województwo włodzimierskie

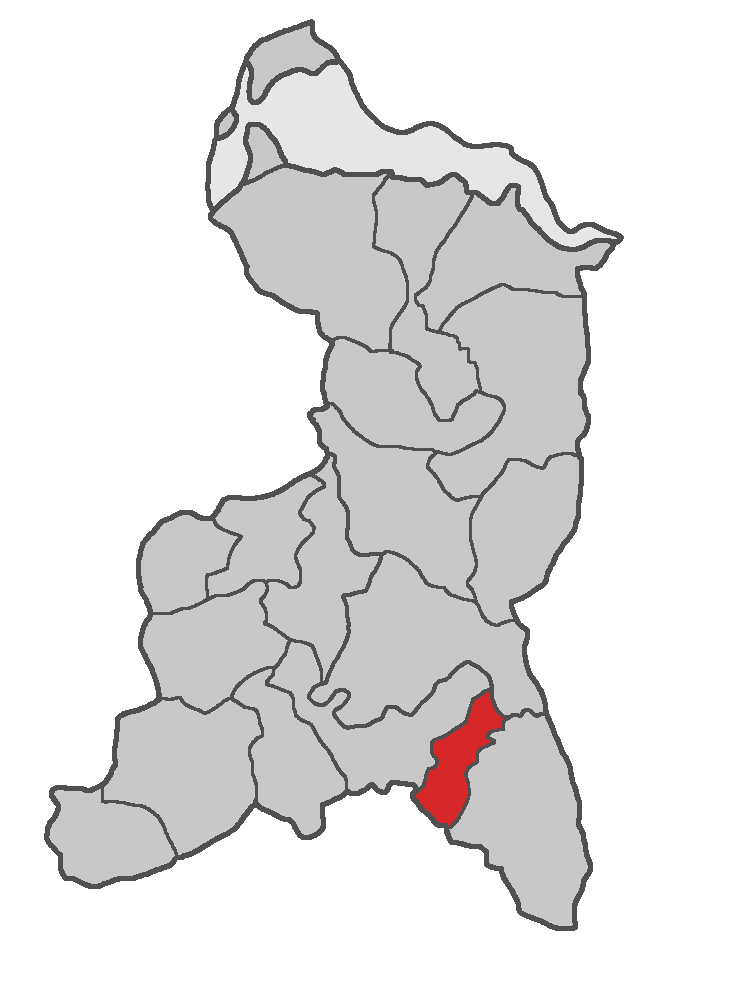
Województwo włodzimierskie na tle województw utworzonych na sejmie grodzieńskim

Województwo włodzimierskie zostało utworzone na sejmie grodzieńskim 23 listopada 1793 r. z powiatu włodzimierskiego województwa wołyńskiego i pozostającego przy Polsce jednego z dwóch skrawków (nadal funkcjonującego) województwa bełskiego z Korytnicą. Nie zostało w pełni zorganizowane w związku z rozpoczęciem insurekcji kościuszkowskiej. Województwo miało mieć w Sejmie dwóch senatorów (wojewodę i kasztelana) i sześciu posłów wybieranych na cztery lata (po dwóch z każdej ziemi). Sejmiki miały odbywać się w kościele katedralnym ruskim we Włodzimierzu.
Województwo dzieliło się na trzy ziemie:
- włodzimierską
- dubieniecką
- kowelską

Dokładny podział województwa na ziemie (powiaty) mieli dokonać obywatele za aprobatą Rady Nieustającej.